# ISO 3166-2:AT
ISO 3166-2:AT, données pour l'Autriche, est une des parties de la norme ISO 3166 concernant les codes des subdivisions internes du pays.

## Land(9)
| Code ISO 3166-2 | Nom français   | Nom autrichien   | Abréviation | Capitale                 |
| --------------- | -------------- | ---------------- | ----------- | ------------------------ |
| AT-1            | Burgenland     | Burgenland       | B           | Eisenstadt               |
| AT-2            | Carinthie      | Kärnten          | K           | Klagenfurt am Wörthersee |
| AT-3            | Basse-Autriche | Niederösterreich | NÖ          | Sankt Pölten             |
| AT-4            | Haute-Autriche | Oberösterreich   | OÖ          | Linz                     |
| AT-5            | Salzbourg      | Salzburg         | S           | Salzbourg                |
| AT-6            | Styrie         | Steiermark       | ST          | Graz                     |
| AT-7            | Tyrol          | Tirol            | T           | Innsbruck                |
| AT-8            | Vorarlberg     | Vorarlberg       | V           | Brégence                 |
| AT-9            | Vienne         | Wien             | W           | Vienne                   |

## Mise à jour
- 2015-11-27 : changement du terme federal Länder en État
- 2014-11-03 : mise à jour des sources